# Die Brücke am ol’man river

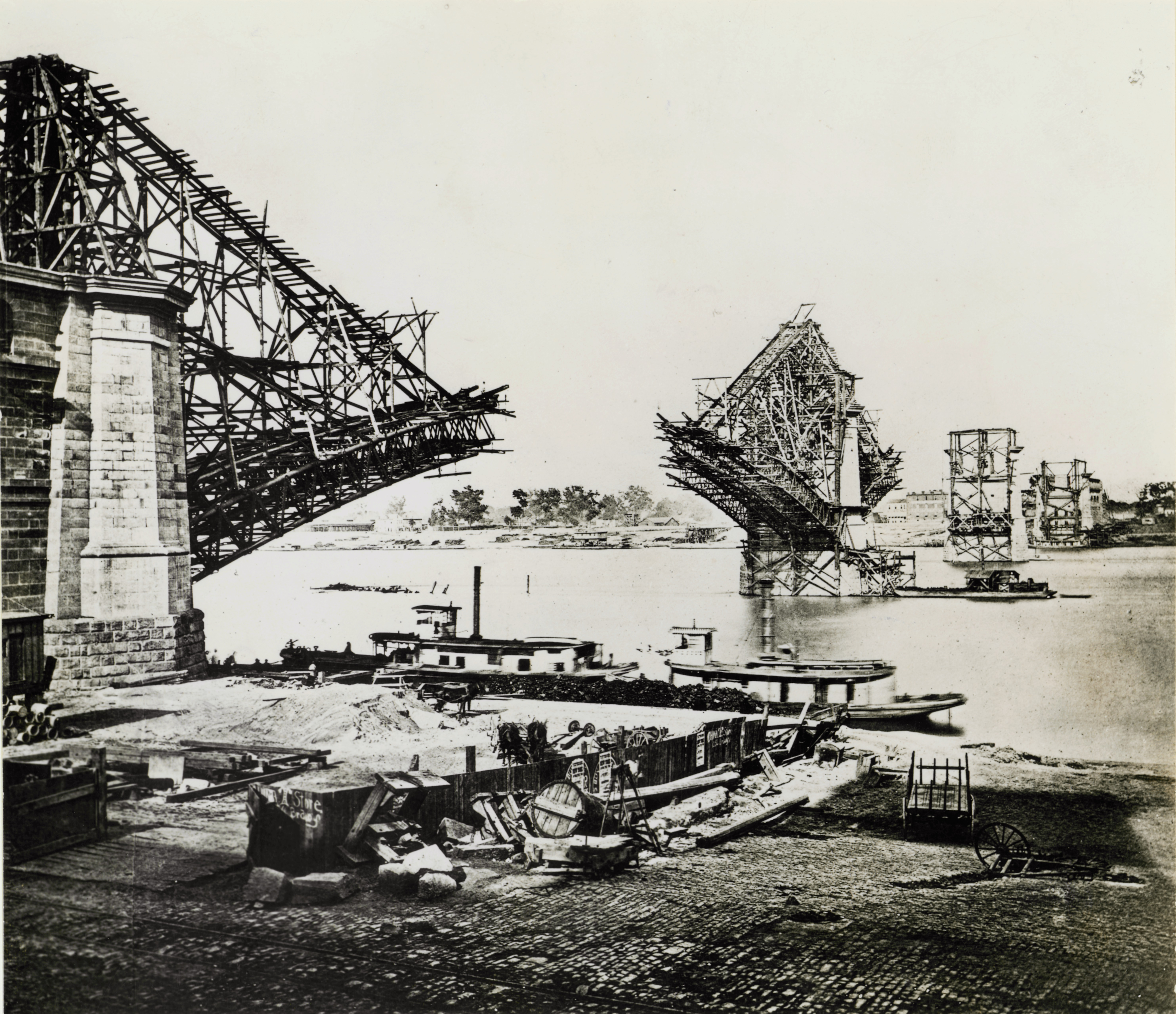
Die berühmte Eads Bridge im Bau, 1873

Die Brücke am ol’man river (Originaltitel Le Pont sur le Mississipi) ist ein Lucky-Luke-Album, das von Morris gezeichnet wurde und 1994 erstmals veröffentlicht wurde. Der Band wurde von Xavier Fauche und Jean Léturgie getextet. Er handelt vom Bau der ersten Brücke über den Mississippi zwischen St. Louis (Missouri) und Illinoistown (Illinois) durch James Buchanan Eads 1867–1874. Diese Brücke, die heute noch existiert, ist nach seinem Erbauer als Eads Bridge bekannt.

## Handlung

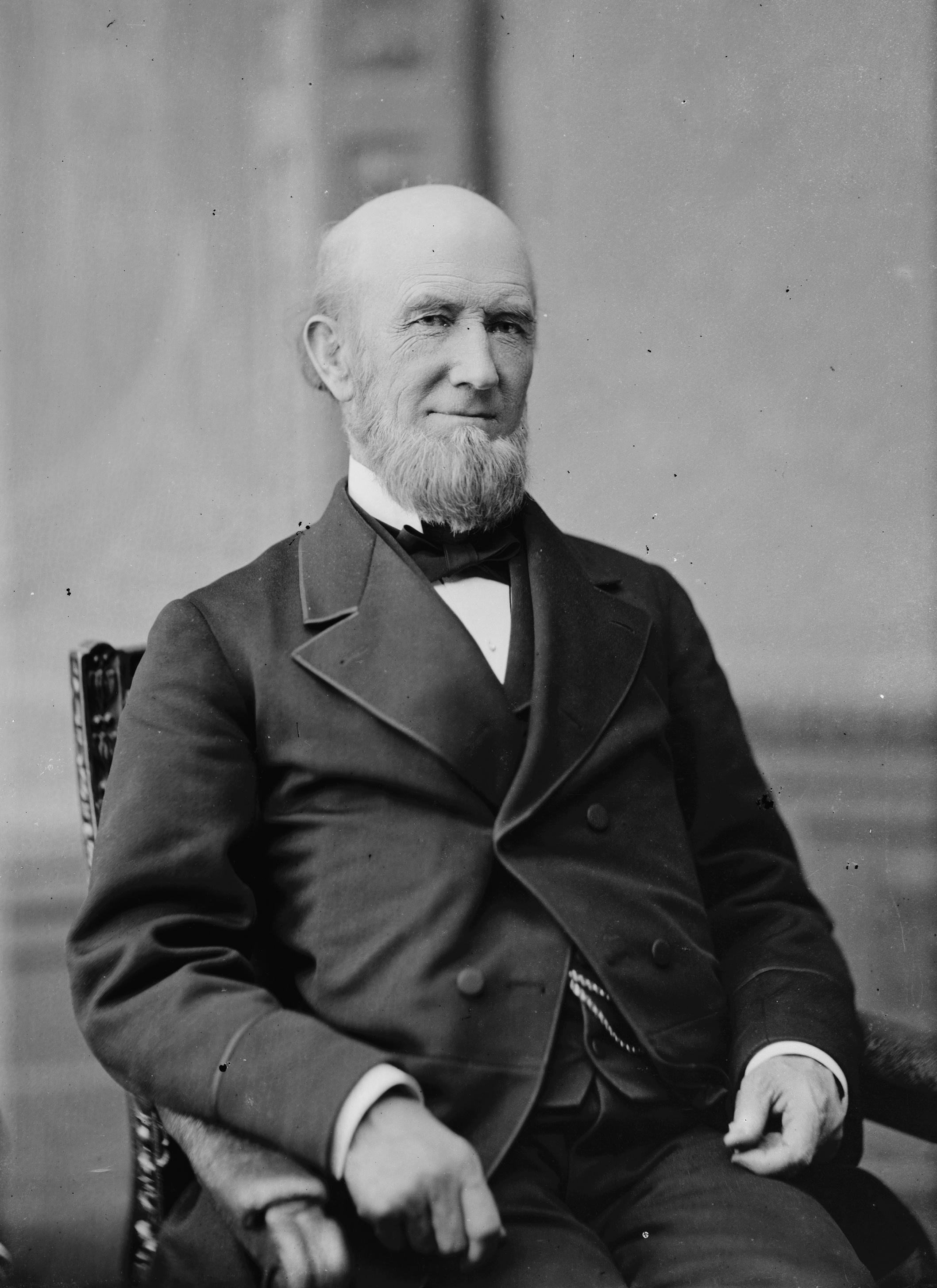
James Buchanan Eads

Bat Cayman ist gleichzeitig Bürgermeister von St. Louis am Westufer des Mississippi als auch Bürgermeister des am Ostufer liegenden Illinoistown. Auch die Fährschiffe, die die einzige Verbindung zwischen den Städten darstellen, gehören Bat und seinem Bruder. Die Fähren fahren sehr unregelmäßig, so dass die Reisenden möglichst viel Zeit in den Hotels und Bars der beiden Städte verbringen – diese gehören ebenfalls den Cayman-Brüdern. In Washington beauftragt derweil der Präsident persönlich James B. Eads mit dem Bau einer Brücke über den Mississippi.
Etwas später trifft Lucky Luke in St. Louis ein und möchte über den Mississippi setzen. Weil ihm die Überfahrt mit fadenscheinigen Argumenten verweigert wird, feindet er sich mit Dick Cayman an, der rechten Hand von Bat. Zudem erkennt er im Saloon, wie die Caymans den Gästen das Geld mit gepanschtem Whisky und manipulierten Roulettetischen aus den Taschen ziehen, außerdem betrügt der Falschspieler Pat Poker. Lucky Luke lässt den Schwindel auffliegen und erhält dadurch sofort ein Boot für eine Überfahrt. Das Ruderboot wird allerdings von Bat mitten im alligatorverseuchten Fluss versenkt. Deswegen beschließt er zu bleiben und Eads beim Bau seiner Brücke zu unterstützen und vor den Sabotageakten der Cayman-Brüder zu schützen.
Denn mit solchen hat Eads permanent zu kämpfen. Jedes Mal, wenn die Konstruktion fertig erscheint, fällt sie wegen Sabotage wieder zusammen. Cayman lässt sogar Lukes „Unfall“ vorzeitig in der Zeitung abdrucken, so dass Eads sehr erstaunt ist, ihn lebend anzutreffen. Lucky Luke erschrickt den Bürgermeister mit einem Alligator im Badezuber und soll daher vom neuen Sheriff Dick Cayman verhaftet werden. Senator Bridges, der sich immer bei Eads aufhält, fährt dazwischen und spricht ein unerwartetes Urteil: Luke muss Eads beim Bau der Brücke unterstützen.
Der Bau soll nun wieder aufgenommen werden. Ned (Siehe Am Mississippi) bringt mit seinem Schiff Eisenträger für den Bau. Doch das Schiff wird mit im Fluss schwimmenden Baumstämmen versenkt, so dass für den Bau nur das Holz übrig bleibt. Diese wird von den Caymans sofort wieder niedergebrannt. Eads ist kurz davor aufzugeben und beginnt zu trinken. Als Luke davon spricht, die Eisenträger vom Grund des Mississippi zu heben, vermisst der Totengräber ihn schon mal, denn dort schwimmen zahllose Alligatoren. Er merkt dabei, dass der Geruch von Formol, den der Totengräber verströmt, die Raubtiere auf Distanz hält. Damit gelingt es, einige Träger zu bergen. Doch Eads ist jetzt pleite, und die Arbeiter streiken daher.
Zu aller Überraschung reist Luke ab und Cayman ermöglicht ihm sogar eine Luxus-Überfahrt, um ihn loszuwerden. Auf der Baustelle eskaliert kurz darauf die Situation und die Arbeiter drohen damit, James Eads zu lynchen. In diesem Moment kehrt Luke zurück – mit einer Tasche voller Geld. Er hatte in wenigen Tagen diverse gesuchte Verbrecher dingfest gemacht und die Prämien kassiert. Sofort geht der Bau weiter, und sogar Cayman beteiligt sich jetzt scheinbar an den Arbeiten – allerdings lässt er unbemerkt Termiten auf der Brücke frei, so dass die Konstruktion schon wieder zusammenbricht.
Plötzlich fällt der Wasserstand des Mississippi rasend schnell – ein Ereignis auf das Ned schon die ganze Zeit gewartet hatte, um sein Schiff zu heben. Dadurch schwimmen die Eisenträger wieder auf, und die Brücke kann endlich beendet werden.
Am 4. Juli des Jahres 1874 erscheint Präsident Ulysses S. Grant persönlich, um die Brücke einzuweihen. Weil diese noch nicht ganz fertig ist, muss Senator Bridges seine Eröffnungsrede in die Länge ziehen – Er zitiert aus der Bibel und liest immerhin von Genesis bis Ijob, bis die Brücke endlich eröffnet werden kann. Eads erlangt durch den Bau Weltruhm und wird so auch von Gustave Eiffel um Rat gefragt, als er den Eiffelturm bauen will. Angeblich soll Eads ihn davon überzeugt haben, diesen aus Stahl statt Holz zu bauen.